# Gardneria distincta
Gardneria distincta là một loài thực vật có hoa trong họ Mã tiền. Loài này được P.T.Li mô tả khoa học đầu tiên năm 1979.